# Сабрина: Пријатељи заувек
Сабрина: Пријатељи заувек (позната и као Сабрина тинејџерска вештица: Пријатељи заувек!) је анимирани телевизиски филм из 2002. године који је произвео Дик ентертејнмент као део њихове серије филмова Dic Movie Toons. Првобитно је емитован 13. октобра 2002. године на Никелодеону у Сједињеним Државама, а касније га је на ВХС и ДВД објавио Ем-џи-ем хоум ентертејнмент, праћен међународним емитовањем на каналу Дизни и Тун Дизнију. Наставак је анимиране телевизијске серије Сабрина: анимирана серија, а пратила ју је још једна телевизијска серија, Сабринин тајни живот.

## Емитовање и синхронизација
У Србији је серија премијерно емитована 2011. године на каналу Хепи синхронизована на српски језик. Синхронизацију је радио студио Студио С и Идеограм. у 2004. има ДВД издања.

## Радња
Филм приказује Сабрину Спелман која навршава 13 година и добија свој први чаробни штапић од Енхантре. Као што је уобичајено за сва врачања, она се уписује на Вештичју академију да би научила три принципа врачања (мудро користити магију, бити вјерна својим пријатељима и бити вјерна себи). Осећајући се инфериорно јер је само полувештица, Сабрина скрива своје мешовито наслеђе и успева да постане популарна. Сабрина се придружује својим новим пријатељима у исмевању Никол Кандлер, „књишке мољце“ која се не уклапа. Када Сабрина открије да је Николе полувештица попут ње, пар постаје добар пријатељ. Остали Сабрини пријатељи схватају да се нешто догађа између Сабрине и Никол и кренули су да доказују да је Никол полувештица. То постижу левитирањем до дрвета напољу и проналазе полузвезду на њеној руци. Сабрина посећује Никол у њеној спаваоници и заједно започињу путовање у царство вештица у нади да ће постати пуне вештице.
Ушавши у царство вештица, Сабрина и Никол сусрећу вештицу која им показује троја врата која воде у три света фантазије. Обе девојке улазе на прва врата и постају сирене. Враћајући се у царство, покушавају на друга врата и постају уметнички клизачи. Након клизања у хокејашку мрежу, хокејаш се појављује на леду и пуца пакове у мрежу где су обе девојке. Девојке фрустрирано бацају неколико пакова на хокејаша и долази до хокејашке туче. Сабрина и Николе беже из гомиле и излазе назад у царство. Уђу на трећа и последња врата где постају принцезе, упознају два принца и почињу да играју. Енхантра сазнаје из академије вештица да су две девојке у царству и шаље два своја послушника по њих.
Сабрина и Никол достижу дрво мудрости које додељује жеље у царству вештица. Сабрина прво ступа напред како би јој зажелела и тражи да буде пуна вештица. Њена жеља је услишена; узимајући Николине полувештичје моћи. То Никол чини смртницом и последично је претвара у камен јер смртник не може бити у царству вештица. Сабрина тражи да јој дрво промени леђа, али прекасно је. Изненађена, спрема се да се претвори у камен кад је заустави Енхантра, која је дирнута њеним несебичним поступком и разбија чаролију на Николе, враћајући притом обе девојке полувештицама.
На церемонији додељивања диплома, Сабрина добија Златни штапић од Енхантре. После тога говори истину студентима јер су се подсмевали Никол због њеног наслеђа и открива да је такође полувештица. Сабрина одлучује да поклони пола Златног штапића Никол да докаже да су добри пријатељи.

## Улоге
| Име лика | Оригинални глас   |
| -------- | ----------------- |
| Сабрина  | Брит Мекилип      |
| Никол    | Александра Картер |
| Салем    | Луис Чирило       |
| Порша    | Карли Мекилип     |
| Бри      | Ванеса Морли      |
| Бритни   | непознато         |
| Хилда    | Монека Стори      |
| Зелда    | Бетина Буш        |
| Енчантра | Џејн Мортифи      |